# FX Fighter
FX Fighter är ett fightingspel-spel utvecklat av Argonaut Games. Spelet släpptes 24 juni 1995 av GTE Entertainment till PC och  utveckling till SNES var påbörjad men lades ned (däremot släpptes uppföljaren till SNES). Spelet var ett tidigt 3D-spel för PC.
Spelet inkluderar åtta olika spelbara karaktärer i åtta olika arenor (miljöer), filmsnuttar och 40 olika attacker per karaktär. Spelaren väljer en karaktär för att spela mot universums åtta bästa motståndare och erhåller pris som universums bästa slagskämpe.

## Karaktärer
FX Fighter tillåter spelaren att slåss mot åtta olika slagskämpar där arkadläget innebär en match mot samtliga tills slutbossen, Rygil.
De spelbara karaktärerna är:
| Namn     | Ras       | Beskrivning |
| -------- | --------- | --- |
| Ashraf   | Karlakian | En skäggig man som ser ut som att han kommer från Mellanöstern.                                                                              |
| Cyben 30 | Cyben     | En kraftfull pansarandroid. |
| Jake     | Människa  | En muskulös, rödhårig man från en överbefolkad värld.                                                                                        |
| Kiko     | Kanti     | En rödhårig människolik kvinna från en djungelplanet som påminner om de mytomspunna Amazonkrigarna.                                          |
| Magnon   | Magman    | En varelse som påminner om en stengolem från en vulkanisk värld.                                                                             |
| Rygil    | Okänd     | En icke spelbar karaktär och spelets slutgiltiga boss i arkadläget. Han är en stor människolik varelse med grönt ansikte och kortklippt hår. |
| Sheba    | Feran     | En vig, människoaktig, kvinna som har svans och utstickande öron. Påminner om en leopard.                                                    |
| Siren    | Ursae     | En blå, människolik, kvinna med telepatiska krafter.                                                                                         |
| Venam    | Manti     | En stor grön bönsyrsa. |

## Versioner

### 3D acceleration
OEM-versionerna hade stöd för 3d acceleration.

### Super NES
En version för Super Nintendo Entertainment System var under utveckling men lades ned innan utgivning.

## Uppföljare
FX Fighter Turbo är en uppföljare till PC, år 1996, som inkluderar nya karaktärer, filmer, miljöer, utseende, specialeffekter, nätverksspel och stöd för Microsoft Windows och S3 Graphics-chip. Som många andra fightingspel för den tidpunkten följde, och härmade, FX Fighter Turbo Mortal Kombat vad gäller fatalities, något som inte fanns i föregående spel.